# Max Nomad
Max Nomad ou Maximilian Nacht (1881-1973) est un journaliste, politologue et universitaire anarchiste américain d'origine polonaise.

## Biographie

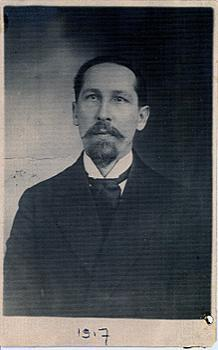
Jan Waclav Makhaïski en 1917.

Il est fortement influencé par le penseur et révolutionnaire libertaire polonais Jan Waclav Makhaïski.
Installé à Vienne, il collabore, à partir de 1902, à de nombreux titres de la presse libertaire.
Co-éditeur du mensuel anarcho-syndicaliste Wolny Swiat, il est poursuivi par les autorités autrichiennes.
En 1904, il s'exile en Suisse, à Zurich, où il lance le journal Der Weckruf.
En 1913, il émigre aux États-Unis et change son patronyme en Max Nomad.
À partir de 1945, il est professeur d'histoire et de science politique à l'Université de New York.

En 1944, il publie un ouvrage contre l’antisémitisme, The Jewish Conspiracy : 

« – Les causes de tous nos malheurs, ce sont les Juifs !
– Mais non, les cyclistes !
– Pourquoi les cyclistes ?
– Pourquoi les Juifs ? »

## Publications
- Le communisme libertaire, Le Contrat social, vol. 3, Institut d'histoire sociale, 1959, [lire en ligne].
- (en) Rebels and Renegades, 1932.
- (en) Apostles of Revolution, 1939.
- (en) Aspects of revolt, New York, Bookman Associates, 1959[2].
- (en) Dreamers, Dynamiters and Demagogues, 1964.